# 대한민국 상법 제8조
대한민국 상법 제8조는 법정대리인에 의한 영업의 대리에 대한 상법총칙의 조문이다.

## 조문
제8조 (법정대리인에 의한 영업의 대리)
1. 법정대리인이 미성년자, 한정치산자 또는 금치산자를 위하여 영업을 하는 때에는 등기를 하여야 한다.
2. 법정대리인의 대리권에 대한 제한은 선의의 제삼자에게 대항하지 못한다

## 같이 보기
- 대한민국 상법 제9조
- 대한민국 상법 제10조